# Fabrizio Romano
Fabrizio Romano (rođen 21. veljače 1993.) talijanski je sportski novinar. Specijaliziran je za vijesti o nogometnim transferima. Prema mišljenjima mnogih, najpouzdaniji je nogometni stručnjak.

## Rani i osobni život
Romano je rođen u Napulju 21. veljače 1993. godine i pohađao je Università Cattolica del Sacro Cuore u Milanu. Tečno govori engleski, španjolski i talijanski jezik.

## Karijera
O nogometu je Romano počeo pisati 2009. godine, dok je još pohađao u srednju školu. Njegova karijera među novinarima nogometnih transfera započela je 2011. godine, nakon što je od talijanskog agenta u Barceloni dobio povlaštene informacije o tadašnjem igraču FC Barcelone Mauru Icardiju. Otkako se 2012. godine pridružio kanalu Sky Sport Italy, stvorio je i izgradio veze s klubovima, agentima i posrednicima diljem Europe. Romano također radi kao izvjestitelj za The Guardian i CBS Sports. Trenutno živi u Milanu.
Romano je poznat po izjavi „Here we go!” (hrv. „Evo nas!”), koju koristi prilikom najave ugovora o transferu. Prema časopisu 90min, on je jedan od „najpouzdanijih” stručnjaka za transfere u sportu. Zbog njegove reputacije i broja pratitelja na društvenim mrežama, nekoliko ga je nogometnih klubova zatražilo da sudjeluje u video najavama igrača.
Godine 2022. Romano je u kategorijama medija i marketinga uvršten na Forbesov popis „30 under 30 Europe”, popis 30 osoba ispod 30 godina u Europi za koje se smatra da su u nekoj godini bili osobito uspješni.

## Reference
1. ↑  Smith, Rory. 24. siječnja 2022. Behind the Curtain With Soccer's Prophet of the Deal. The New York Times (engleski). ISSN 0362-4331. Pristupljeno 29. svibnja 2023.
2. ↑  Jones, Dean. 9. srpnja 2020. 'Here We Go!' What's It Like to Be a Transfer Window Superstar Reporter?. Bleacher Report. Inačica izvorne stranice arhivirana 19. svibnja 2021. Pristupljeno 24. siječnja 2021.
3. ↑  Deodhar, Tanveer. 16. rujna 2021. Who Is Fabrizio Romano, Know Everything About The Football Journalist, His Career And Net Worth. The SportsGrail. Inačica izvorne stranice arhivirana 17. rujna 2021. Pristupljeno 8. listopada 2021.
4. ↑  Fabrizio Romano. gianlucadimarzio.com (talijanski). Inačica izvorne stranice arhivirana 19. svibnja 2021. Pristupljeno 1. ožujka 2021.
5. 1 2  Villarreal, Antonio. 11. kolovoza 2021. Fabrizio Romano, el hombre que anticipa todos los fichajes: "Mi misión es ser fiable" [Fabrizio Romano, čovjek koji predvidi sve transfere: „Misija mi je pod svaku cijenu biti pouzdan.”]. El Confidencial (španjolski). Inačica izvorne stranice arhivirana 26. listopada 2021. Pristupljeno 25. listopada 2021.
6. ↑  Sprung, Shlomo. 31. kolovoza 2021. Meet Fabrizio Romano, Soccer's Answer to Woj and Shams. Boardroom (engleski). Inačica izvorne stranice arhivirana 29. rujna 2022. Pristupljeno 12. kolovoza 2022.
7. 1 2 3  Jones, Dean. 9. srpnja 2020. 'Here We Go!' What's It Like to Be a Transfer Window Superstar Reporter?. Bleacher Report. Inačica izvorne stranice arhivirana 19. svibnja 2021. Pristupljeno 24. siječnja 2021.
8. 1 2  Arora, Mudeet. 28. kolovoza 2020. Who is Fabrizio Romano? Facts You Need to Know About Trusted Football Journalist With the Tagline "Here we go". 90min. Inačica izvorne stranice arhivirana 19. svibnja 2021. Pristupljeno 24. siječnja 2021.
9. ↑  Smith, Rory. 24. siječnja 2022. Behind the Curtain With Soccer's Prophet of the Deal. The New York Times. Inačica izvorne stranice arhivirana 24. siječnja 2022. Pristupljeno 25. siječnja 2022.(zahtijeva pretplatu)
10. ↑  Forbes 30 Under 30 2022: Media & Marketing. Forbes (engleski). Pristupljeno 1. kolovoza 2023.

## Vanjske poveznice
- Profil na The Guardianu
- Profil na CBS Sportsu